# Cimetière militaire de Montay-Neuvilly
Le cimetière « Montay-Neuvilly Road Cemetery » est un des trois cimetières militaires de la Première Guerre mondiale situés sur le territoire de la commune de Montay, Nord. Les deux autres sont Selridge British Cemetery et Montay British Cemetery.

## Historique
Ce cimetière a été créé par la 23e brigade Royal Garrison Artillery les 26 et 27 octobre 1918. Il contenait à l'origine 111 tombes, principalement des officiers et des hommes de la 38e et de la 33e division britannique victimes des combats lors de la reconquête du secteur. Après l'armistice, il a été agrandi lorsque des tombes ont été amenées des champs de bataille de la région.

## Caractéristique
Il y a maintenant 470 sépultures du Commonwealth de la Première Guerre mondiale dans ce cimetière dont 61 ne sont pas identifiées. Tous sont tombés dans la période octobre ou novembre 1918. Il y a aussi une parcelle de 27 tombes allemandes dans le cimetière. Le cimetière a été conçu par Charles Holden. Ce cimetière est situé au bord de la D955, à peu près à mi-chemin entre Montay et Neuvilly.

## Galerie

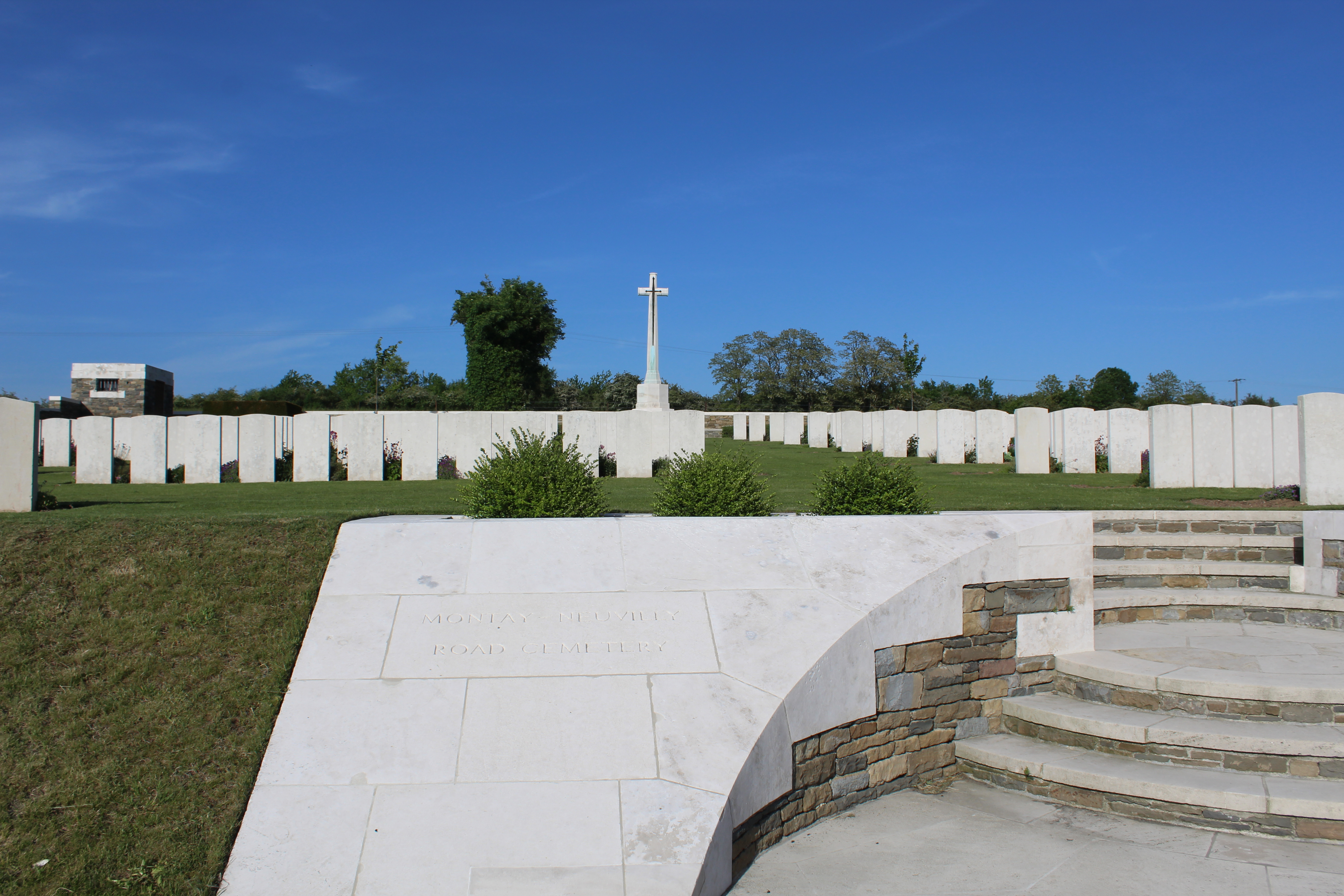
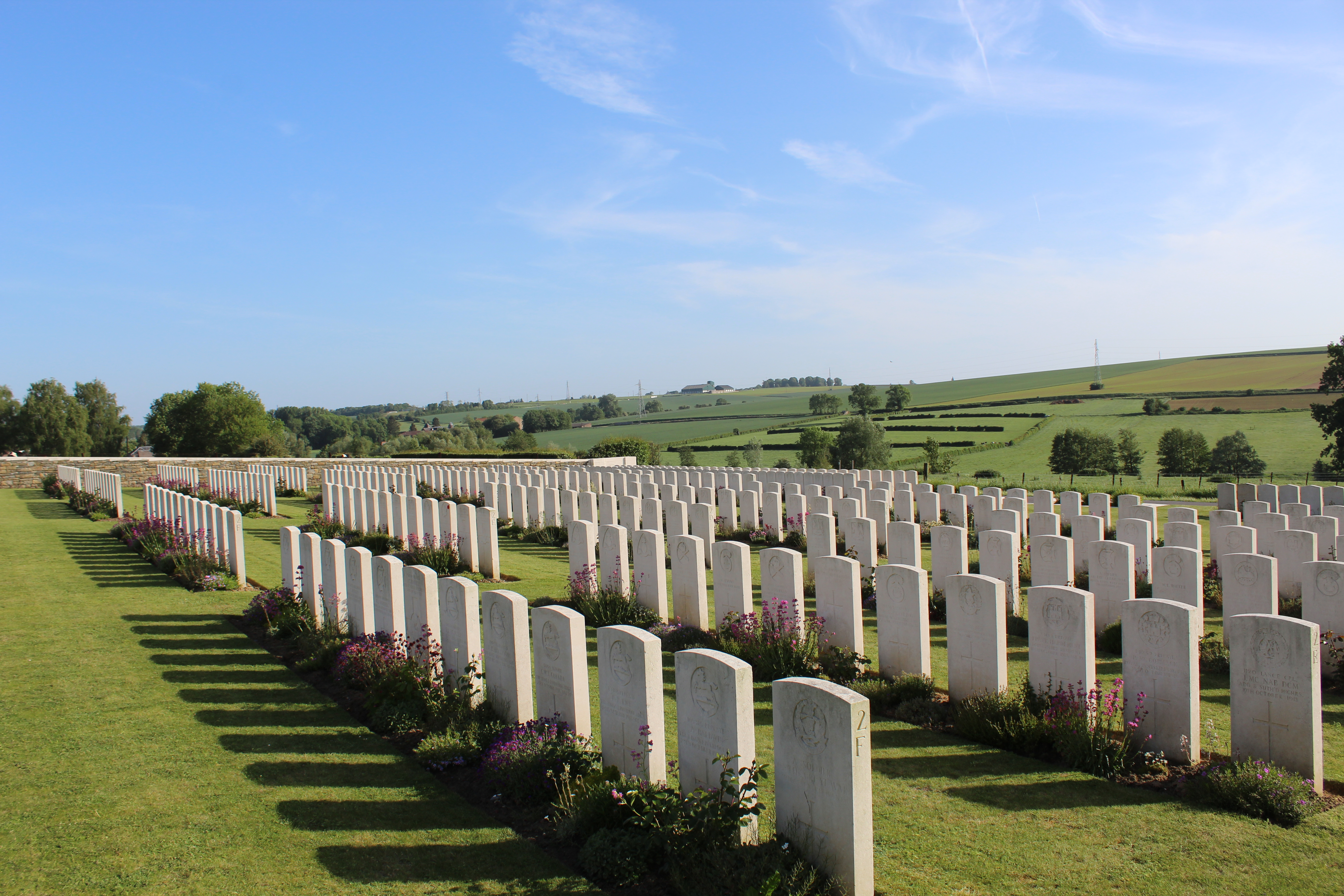
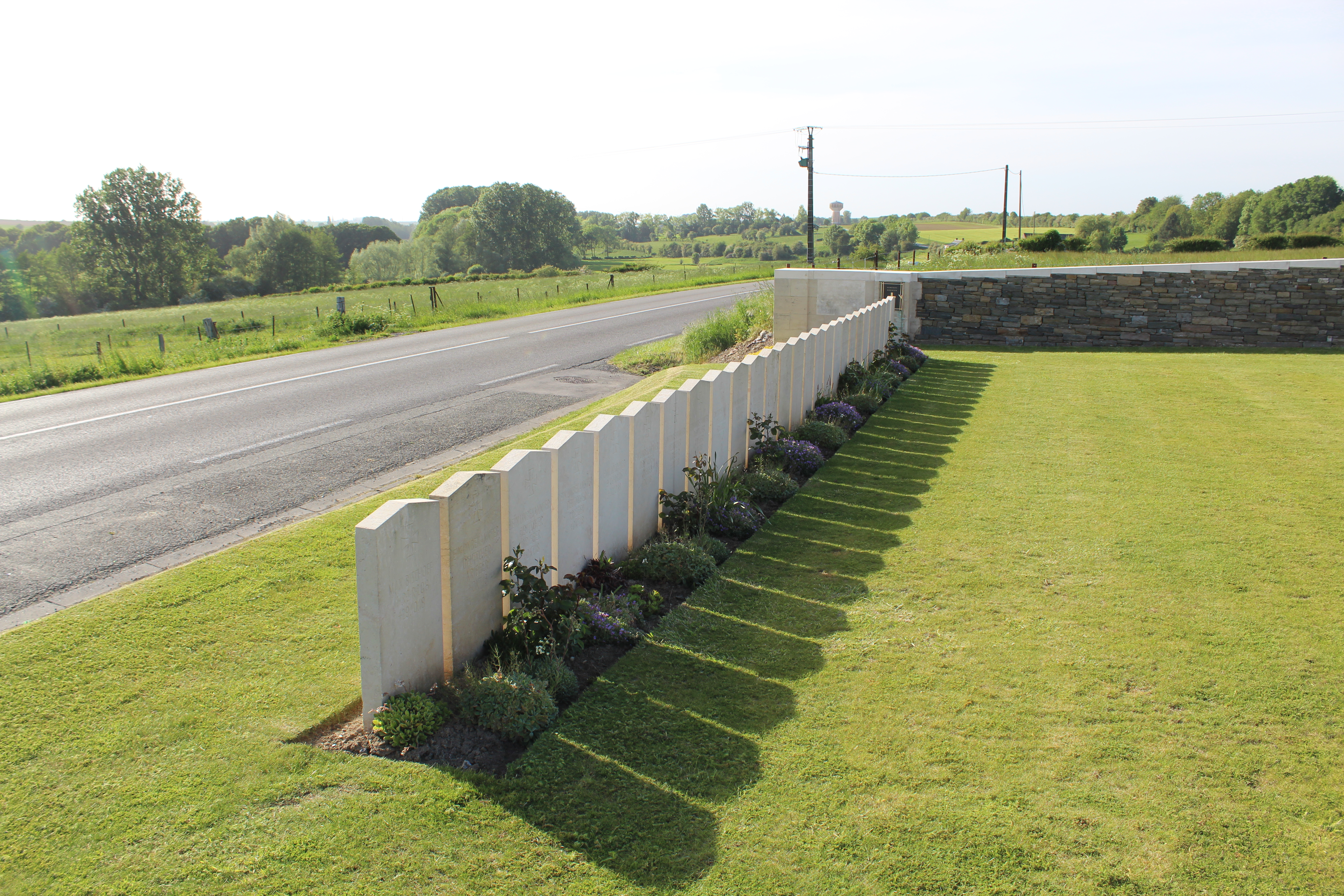
Les 27 tombes de soldats allemands.
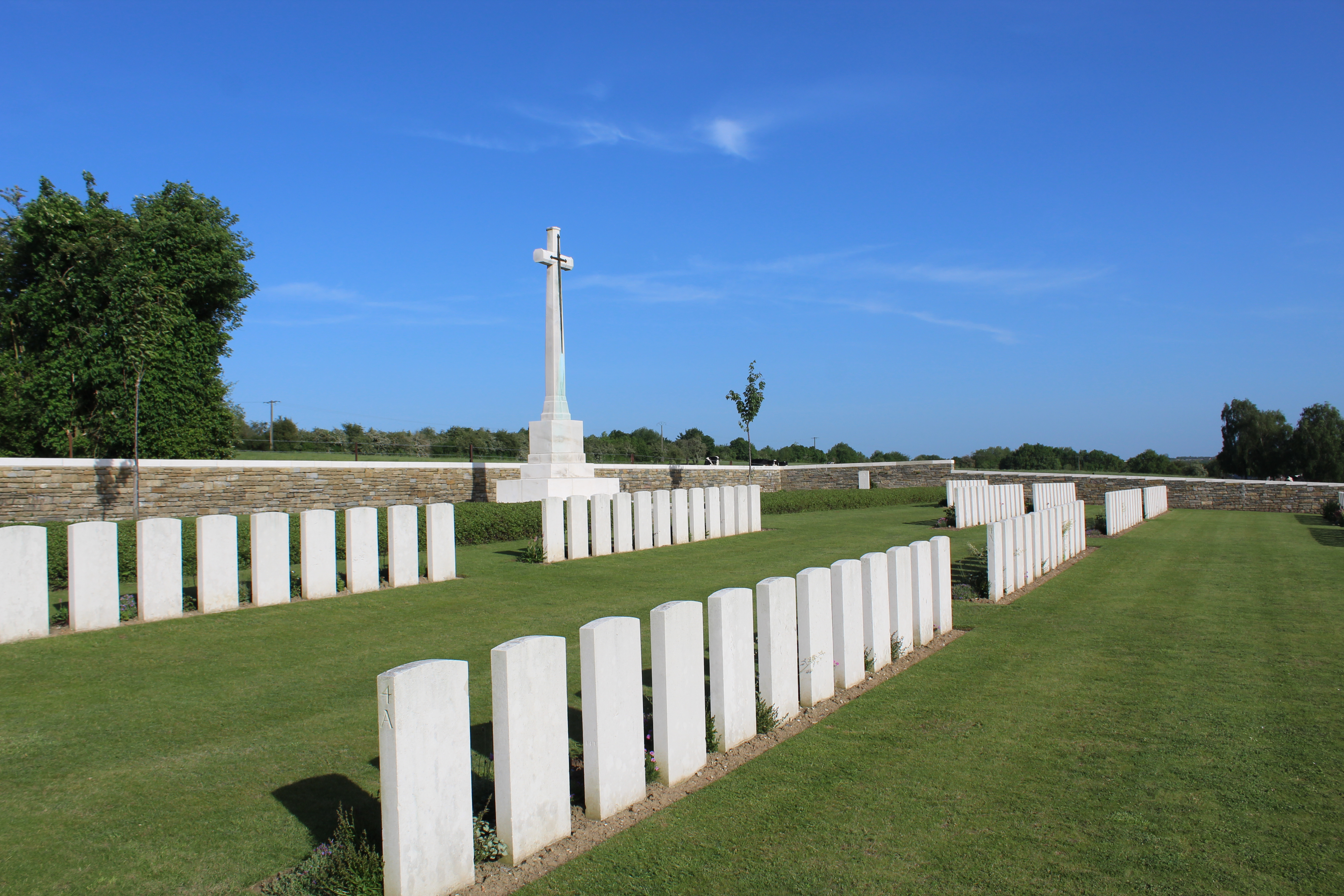

## Sépultures
| Pays        | Sépultures |
| ----------- | ---------- |
| Royaume-Uni | 468        |
| Canada      | 2          |
| Allemagne   | 27         |
| Total       | 497        |